# Степанаван (аеропорт)
Аеропорт «Степанаван» — цивільний аеропорт міста Степанаван у провінції Лорі, Вірменія. Він розташований за 6 км на північний захід від центру Степанаван.